# Урнякское сельское поселение
Урнякское се́льское поселе́ние — муниципальное образование в Арском районе Татарстана Российской Федерации.
Административный центр — посёлок Урняк.

## История
Статус и границы сельского поселения установлены Законом Республики Татарстан от 31 января 2005 года № 7-ЗРТ «Об установлении границ территорий и статусе муниципального образования "Арский муниципальный район" и муниципальных образований в его составе».

## Население
| 2010  | 2011  | 2012  | 2013  | 2014  | 2015  | 2016  |
| ----- | ----- | ----- | ----- | ----- | ----- | ----- |
| 1307  | ↘1305 | ↗3388 | ↘3350 | ↘3330 | ↗3341 | ↘3321 |
| 2017  | 2018  |       |       |       |       |       |
| ↘3270 | ↘3217 |       |       |       |       |       |

## Состав сельского поселения
| №  | Населённый пункт | Тип населённого пункта          | Население |
| -- | ---------------- | ------------------------------- | --------- |
| 1  | Алга-Куюк        | деревня                         |           |
| 2  | Апайкина Гарь    | деревня                         |           |
| 3  | Бимери           | село                            |           |
| 4  | Верхний Пшалым   | село                            |           |
| 5  | Гарталовка       | посёлок                         |           |
| 6  | Казанбаш         | село                            |           |
| 7  | Казанка          | деревня                         |           |
| 8  | Культесь         | село                            |           |
| 9  | Кутук            | деревня                         |           |
| 10 | Малые Турнали    | деревня                         |           |
| 11 | Нижний Пшалым    | деревня                         |           |
| 12 | Средний Пшалым   | село                            |           |
| 13 | Старые Турнали   | село                            |           |
| 14 | Толонгер         | деревня                         |           |
| 15 | Урняк            | посёлок, административный центр |           |
| 16 | Четыре Двора     | посёлок                         |           |